# Robert Sarver
Robert Sarver (Tucson, Arizona, 31 de octubre de 1961), es un empresario estadounidense. Es el cofundador del fondo de inversiones Southwest Value Partners. Es accionista mayoritario de los Phoenix Suns y del RCD Mallorca.

## Biografía
Sarver nació en Tucson, hijo de Irene y Jack Sarver. Sarver pertenece a la comunidad judía. Su padre era un prominente hombre de negocios de Tucson, banquero y empresario del sector hotelero (construyó el Aztec Inn, el Hotel Plaza Internacional (ahora un Hotel Aloft) en Tucson a principios de los 70. También construyó y operó los locales de Howard Johnson en el área de Tucson, y dirigió un local de ahorro y préstamo. Jack Sarver murió de un ataque al corazón en 1979.
Robert Sarver donó a su alma mater, la Universidad de Arizona, fondos para su centro de investigación del corazón, que en 1998 fue rebautizado como el Sarver Heart Center en honor a su padre. A los 16 años, fue a trabajar a la compañía de su padre, American Savings and Loan. Sarver se graduó en 1979 en la Escuela Secundaria Sabino en Tucson, y en 1982 en la Universidad de Arizona con una licenciatura en administración de empresas. En 1983, Sarver se convirtió en contador público certificado.
En 1990, cofundó la compañía inmobiliaria Southwest Value Partners con Millard Seldin. En 1995, Southwest Value Partners compró la Emerald Plaza en San Diego.
En 1984, fundó la National Bank of Tucson, que más tarde se convirtió en National Bank of Arizona. En 1994, vendió ese banco independiente, el más grande del Estado, a Zions Bancorporation.
En 2004, su empresa inmobiliaria de propiedad conjunta, Southwest Value Partners, vendió la Emerald Plaza y otros dos edificios de oficinas de San Diego a la empresa inmobiliaria de Santa Ana, Triple Net Properties, por 274,5 millones de dólares.
Un fanático de los deportes de toda la vida, la búsqueda de Sarver para comprar un equipo de la NBA comenzó con una conversación con el entrenador de baloncesto de la Universidad de Arizona, Lute Olson. Olson remitió a Sarver a Steve Kerr, un exjugador de Arizona y veterano de 15 años de la NBA, para que le ayudara a comprar una franquicia de la NBA. En 2004, compró los Suns por un entonces récord de 401 millones de dólares.
En enero de 2015, Sarver ofreció 20 millones de libras esterlinas por el control del equipo de fútbol escocés Rangers Football Club, tras haber rechazado una oferta de18 millones de libras esterlinas un par de semanas antes. La segunda oferta también fue rechazada, y Sarver terminó su búsqueda para comprar el Rangers.
En enero de 2016, compró el RCD Mallorca, en su momento en Segunda División, por 20 millones de euros.

## Vida personal
En 1996, se casó con Penny Sanders, nativa de Kansas City, Missouri; tienen tres hijos: Max (n. 1997), Jake (n. 1999), y Zach Sarver (n. 2001).Viven en Paradise Valley, Arizona.
Sarver forma parte del consejo de administración del Sarver Heart Center (Tucson), que ayudó a construir en memoria de su difunto padre, que fue uno de los primeros de un grupo experimental en someterse a una cirugía de baipás. El Centro Sarver está afiliado a la Universidad de Arizona y alberga a más de 40 médicos e investigadores que trabajan en enfermedades del corazón.

### Controversias
Sarver ha sido criticado a lo largo de los años por empleados, agentes y ejecutivos rivales "de ser un propietario intervencionista con más autoridad que experiencia, empañado por la inestabilidad, con un departamento de ojeadores sin personal suficiente y unas instalaciones anticuadas que aíslan a los que toman las decisiones de los jugadores y entrenadores".
El 4 de noviembre de 2021, Sarver y los Suns fueron objeto de un informe escrito por Baxter Holmes en ESPN, en el que se acusaba a Sarver y a otros miembros de la dirección de racismo, misoginia y acoso sexual, incluyendo la supuesta exigencia a un entrenador de despedir a un agente perteneciente a una minoría y el supuesto anuncio de su preferencia por los condones extra grandes en una reunión de personal. El informe fue corroborado por más de setenta empleados (antiguos y actuales) de los Suns. Sarver y su equipo legal negaron la gran mayoría de las acusaciones, alegando que solo hay un puñado de fuentes en el informe y que, aunque el reportero puede haber contactado con 70 empleados, el artículo no aportaba pruebas de que todos ellos hablaran negativamente de la organización. Sarver y los Suns se acogieron a una investigación de la NBA para aclarar las acusaciones.
El 13 de septiembre de 2022, la NBA multó a Sarver con el máximo de 10 millones de dólares y le suspendió durante un año tanto en la NBA como en la WNBA, después de que una investigación independiente determinara que había dicho negro al menos cinco veces en público -cuatro de ellas después de que sus subordinados le dijeran que no debía usar la palabra-, acoso sexual y agresión a múltiples empleados masculinos y femeninos, y por un comportamiento denigrante hacia los empleados.